# Fredrik Ljungberg
Pour les articles homonymes, voir Ljungberg.
Fredrik Ljungberg, parfois surnommé "Freddie Ljungberg", né le 16 avril 1977 à Vittsjö en Suède, est un footballeur international suédois qui évolue au poste d'ailier ou de milieu offensif. Il s'est ensuite reconverti comme entraîneur.
Il est principalement connu pour avoir joué à Arsenal où il a évolué de 1998 à 2007, et pour avoir été un joueur majeur de l'équipe nationale de Suède de 1998 à 2008. Avec cette sélection il a participé à l'Euro 2000, l'Euro 2004 et l'Euro 2008, ainsi qu'à deux coupe du monde, en 2002 et 2006.

## Biographie

### Enfance et formation
Freddie Ljungberg est né le 16 avril 1977 à Vittsjö en Suède. Il est le fils de Roy Alve Erling Ljungberg, ingénieur civil, et de Elisabeth Bodil Ljungberg. Il a également un petit frère, Karl Oskar Filip, né en 1984. En 1982 la famille Ljungberg déménage à Halmstad, âgé de cinq ans à l'époque, le petit Freddie ne voulait dans un premier temps pas quitter sa ville natale. Il rejoint ensuite le club de la ville, l'Halmstads BK où il effectue toute sa formation.
Sous la direction de Olle Eriksson, Ljungberg découvre avec sa catégorie les joies du ballon rond. De ses 5 ans jusqu’à ses 14 ans, il est entraîné par Eriksson. L’éducateur remarque vite les prédispositions de son nouveau disciple. Déjà très talentueux pour son âge et altruiste, Fredrik n’hésite pas à passer le ballon à ses coéquipiers pour les laisser marquer le but victorieux.
Doué pour d’autres sports comme le hockey sur glace ou le handball, il est d’ailleurs sélectionné avec l’équipe nationale U15 mais ne donne pas suite préférant se consacrer au football, Ljungberg est également impliqué dans son cursus scolaire. A 18 ans, il décide d’intégrer l’université pour étudier les technologies de l’information et l’économie. Mais malgré un certain équilibre pour concilier les études et le football, il finit par quitter les études pour se consacrer exclusivement à sa carrière.

### Débuts professionnels avec Halmstads (1994-1998)
Fredrik abandonne les études pour une bonne raison. Son club formateur lui propose un contrat pro. Surclassé dans les catégories supérieures depuis ses 12 ans, il débute avec les seniors en Allsvenskan (première division suédoise) le 23 octobre 1994 à l’âge de 17 ans.
En 1994, il fait ses débuts dans l'équipe première. Il remporte la Coupe de Suède lors de sa première saison 
La saison suivante, son temps de jeu s’étoffe avec seize apparitions et son premier but en pro. Mais cette même année, Ljungberg étoffe également son palmarès avec cette victoire en coupe contre l’AIK (3-1). C’est le premier succès de l’équipe dans cette compétition. Il remporte le championnat deux ans plus tard avant de quitter la Suède pour rejoindre Londres et le club d'Arsenal.

### Arsenal (1998-2007)

#### Montée en puissance progressive (1998-2002)
En 1998, repéré par les recruteurs londoniens, Ljungberg achève de convaincre Arsène Wenger lors d’un match avec sa sélection face à l’Angleterre. Le manager d'Arsenal recrute le Suédois pour trois millions de livres sterling (4,5 M€).
Ljungberg fait ses débuts contre Manchester United le 20 septembre 1998 et porte le numéro 8, celui du légendaire attaquant du club Ian Wright. Sur le banc des remplaçants, le Suédois entre en cours de jeu à la place de Nicolas Anelka et inscrit son premier but quelques minutes plus tard d’un subtil petit lob contre le grand rival de l’époque : Manchester United (3-0) et Peter Schmeichel. Des débuts tonitruants. Mais dans un premier temps, le Suédois doit se faire sa place dans cet effectif très concurrentiel composé de joueurs de renom tels que Nicolas Anelka, Dennis Bergkamp, Marc Overmars ou Ray Parlour.
Le 26 février 2000, Ljungberg réalise son premier doublé pour Arsenal, contre le Southampton FC, en championnat. Il contribue ainsi à la victoire de son équipe (3-1 score final).
À partir de la saison 2000-2001, et à la suite des départs conjugués de Marc Overmars et de Emmanuel Petit, Fredrik devient un titulaire à part entière. Même si le Suédois préfère jouer sur un côté du milieu de terrain, il évolue dans une position plus axiale ou comme second attaquant dans le schéma tactique 4-5-1 composé par Wenger. Le 27 septembre 2000, lors de la phase de groupe de Ligue des champions face à la Lazio Rome, il se fait remarquer en réalisant un doublé, permettant à son équipe de s'imposer (2-0 score final).
Le 12 mai 2001, Ljungberg est le premier joueur à marquer en finale de la Coupe d'Angleterre hors du pays. En effet il inscrit un but contre Liverpool au Millennium Stadium de Cardiff, rencontre perdue par son équipe sur le score de deux buts à un.
Cependant, l'apogée de sa carrière londonienne intervient lors de la saison 2001-2002. Profitant de la grave blessure de Robert Pirès au genou, Ljungberg se montre décisif à de multiples reprises. Avec 12 buts, son meilleur total en carrière, il marque dans des moments importants de la saison. Comme cette égalisation contre Manchester United le 25 novembre 2001, dans un match où finalement Arsenal s'impose par trois buts à un. Le 4 décembre 2001, il réalise un doublé en Ligue des champions contre la Juventus FC, permettant à son équipe de s'imposer par deux buts à un. Il est également l'auteur d'un doublé le 21 avril 2002, permettant la victoire de son équipe en championnat contre Ipswich Town (2-0 score final). Après avoir conquis le titre de Premier League, les Gunners réalisent le doublé coupe-championnat en remportant la FA Cup contre Chelsea (2-0). Sacré homme du match, Ljungberg devient le premier joueur en 40 ans à marquer lors de deux finales consécutives.

#### Des titres ternis par des blessures (2002-2007)

Ljunberg est titulaire lors de la finale de la Ligue des champions 2006.

Le 11 mai 2003, Fredrik Ljungberg signe son seul et unique triplé en Championnat d'Angleterre lors de la large victoire (4-0) d'Arsenal à Sunderland. Le Suédois remporte le championnat d'Angleterre en 2004 où les Gunners sont tout simplement « Invincibles ». En finale de la Coupe d'Angleterre 2004-2005 contre Manchester United, Fredrik Ljunberg fait partie du sans-faute des Londoniens lors de la séance de tirs-au-but. Avant cela, le Suédois sauve son équipe en déviant une tête de Ruud van Nistelrooy sur la transversale,. Arsenal empoche la dixième Cup de son histoire, la troisième pour Ljunberg. Lors de la saison 2005-2006, Ljungberg connaît sa plus grande déception : la défaite en finale de la Ligue des champions face au FC Barcelone, qu'il joue diminué par une blessure à une cheville.

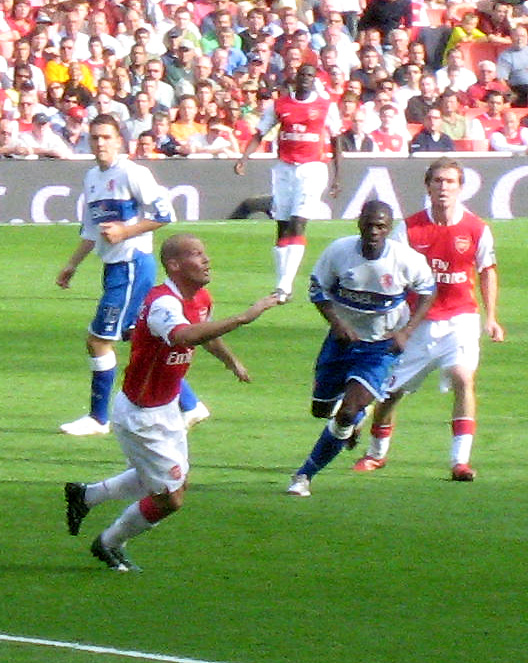
Ljungberg avec Arsenal en septembre 2006.

Lors de la saison 2006-2007, Fredrik Ljungberg rate les premiers matchs de la saison en raison d'une blessure à une cheville. En janvier 2007, les tabloïds anglais rapportent que les dirigeants d'Arsenal auraient demandé à l'international suédois de quitter le club à cause de ses blessures à répétition. On l'annonce alors une première fois du côté de West Ham avant qu'Arsène Wenger démente tout départ et déclare attendre son retour de blessures pour compenser les autres absences dans l'équipe. Le Français ajoute même que Fredrik honorerait son contrat qui le liait au club jusqu'en 2009. Un mois plus tard, Ljungberg rentre lors de la première période de la prolongation en seizième de finale de la Coupe d'Angleterre à Bolton et remet Arsenal sur la voie du succès en inscrivant le second but de son équipe (3-1 ap).
En juillet 2007, d'après son agent Claes Elefalk. Ljungberg est proche de s'engager avec la Fiorentina bien qu'Arsenal souhaite le conserver. Le joueur a alors disputé plus de 300 matches avec les « Gunners » et inscrit plus de 70 buts. Le Suédois participe néanmoins à un match amical le 19 juillet avec Arsenal puis s'engage finalement avec West Ham quelques jours plus tard.

### Une saison à West Ham avant les États-Unis (2007-2011)
Après neuf saisons à Arsenal, Ljungberg signe en faveur de West Ham un contrat de quatre ans pour 4.5 millions d'euros. Il joue son premier match le 11 août 2007, lors de la première journée de la saison 2007-2008 de Premier League, contre Manchester City. Il est titularisé et son équipe s'incline par deux buts à zéro. Ses apparitions sont honorables avant qu'un adversaire ne lui casse une côte en avril 2008. Ljungberg se remet mais les dirigeants des « Hammers » souhaitent se séparer de son gros salaire. Début août, le joueur trouve un accord avec le club pour mettre un terme au contrat avec effet immédiat et se retrouve ainsi libre. Ljungberg n'inscrit que deux buts en 28 rencontres, toutes compétitions confondues. « J'ai tout donné pour West Ham et j'ai apprécié mon passage ici mais cette décision était la meilleure pour tout le monde. Maintenant, je vais prendre mon temps pour réfléchir à mon avenir » confie-t-il sur le site internet du club.

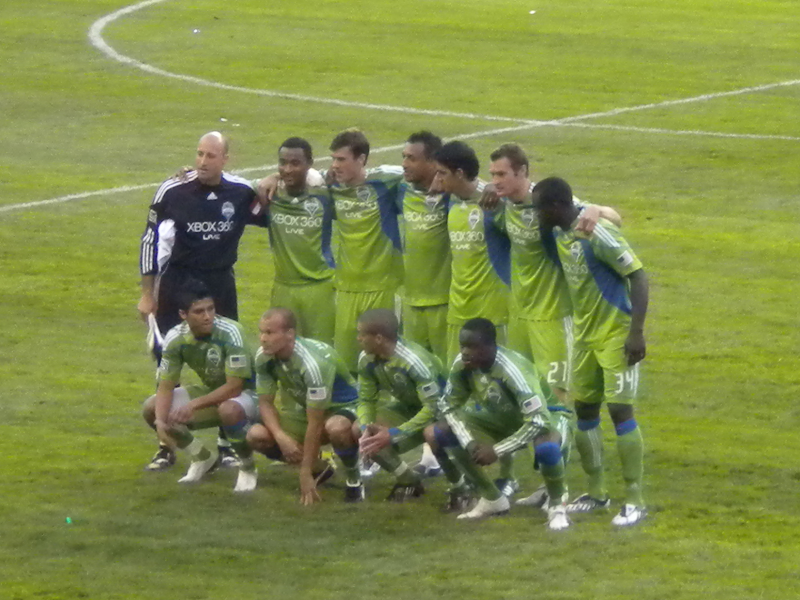
Ljungberg avec les Seattle Sounders en 2010.

Sans club depuis la fin de la saison, Freddie Ljungberg signe le 28 octobre 2008 en faveur du club américain des Sounders de Seattle. Le contrat de deux ans assure au Suédois un salaire de 2,5 millions de dollars mais en vertu de la « clause Beckham », seuls 400 000 sont pris en compte dans la masse salariale. En décembre, le Suédois est opéré d'une hanche et doit être absent entre dix et douze semaines mais il peut figurer dans les rangs des Sounders au coup d'envoi de la saison 2009 de MLS, qui commence le 19 mars. L'ancien international suédois, 31 ans, doit se faire opérer après le réveil d'une blessure aux ischio-jambiers qui le gêne depuis deux ans et gâche sa saison 2007-2008 avec West Ham.
En avril 2009, les Sounders de Seattle sont l'une des deux équipes avoir réussi un sans-faute après les trois premières journées. Lors de cette dernière, les Sounders s'imposent 2-0 dans le froid hivernal de Toronto, grâce notamment à une réalisation dans la première demi-heure de jeu de Ljungberg. En octobre, le milieu de terrain suédois est élu joueur du mois en Major League Soccer. Le club de Seattle, dont c'est la première année de présence en MLS, s'est alors qualifié pour le premier tour des séries éliminatoires. Arrivé à Seattle en début de saison 2009, l'ancienne vedette d'Arsenal a alors inscrit deux buts et réalisé neuf passes décisives, dont quatre lors des trois derniers matches. Un mois plus tard, Ljungberg fait partie de l'équipe-type de la saison dont il tient l'entre-jeu avec Landon Donovan.
Début août 2010, le Fire de Chicago débauche le vétéran suédois de Seattle. Il joue son premier match le 9 août contre les Red Bulls de New York en Conférence Est.

### Fin de carrière (2011-2014)
En décembre 2010, après dix-huit mois en Major League Soccer, Ljungberg s'entraîne avec le Celtic Glasgow alors qu'il est à la recherche d'un club. « Ce n'est pas vraiment une mise à l'essai mais c'est pour que nous puissions le voir et que lui voie le club et l'équipe. (...) C'est un grand nom mais ce qui m'intéresse surtout, c'est la qualité qu'il peut nous apporter », confie Neil Lennon l'entraîneur du Celtic,. Quelques jours plus tard, le Suédois signe pour le Celtic. Selon la presse écossaise, le joueur signe jusqu'à la fin de la saison avec la possibilité de prolonger en cas de succès et pourrait faire ses débuts dans le derby contre les Rangers. Ljungberg est appelé à pallier l'absence des Sud-Coréens Cha Du-ri et Ki Sung-yueng, partis rejoindre leur sélection pour la Coupe d'Asie des nations en janvier.
En août 2011, à 34 ans, Fredrik Ljungberg poursuit sa carrière dans le club japonais de Shimizu S-Pulse avec qui il s'engage pour deux saisons. Il joue son premier match pour le club japonais le 10 septembre 2011, lors d'une rencontre de championnat face à Júbilo Iwata. Il entre en jeu à la place de Shinji Ono et son équipe s'incline par deux buts à un. En février 2012, Freddie Ljungberg et le club japonais décident de cesser leur collaboration par consentement mutuel. « Malgré mes sentiments pour le Japon et mon grand respect pour mes coéquipiers et le staff du club, je pense que ce n'est pas le bon projet pour moi », déclare l'ancien milieu offensif. À 34 ans, il cherche alors un club capable de lui offrir un dernier beau challenge. En août 2012, Ljungberg annonce prendre sa retraite sportive.
En juillet 2014, deux ans après sa retraite sportive, Ljungberg décide de revenir sur sa décision et de rejoindre la Indian Super League en septembre pour trois mois, afin de contribuer à la promotion du football là-bas. « Malgré ma décision d’arrêter, l’opportunité de jouer en Inde est vraiment excitante. J’ai envie de partager mon expérience et ma connaissance de la Premier League ». Tout comme son coéquipier Nicolas Anelka, Ljunberg ne participe pas au match d'ouverture (défaite 3-0) mais entre en jeu lors de la seconde journée (victoire 5-0).

### En équipe nationale (1998-2008)
Dans les radars fédéraux depuis son plus jeune âge, Ljungberg étrenne dès 1993 la tunique Blågult avec les U16 suédois. Par la suite, il joue également pour les U18 et U21 avant de connaître le haut niveau international avec les A en 1998. Le 24 janvier 1998, il fait ses débuts avec l'équipe de Suède de football à Orlando contre l'équipe des États-Unis (défaite 1-0).
Il marque son premier but contre le Danemark. Pas qualifiée pour la Coupe du monde 1998, la Suède participe à l’édition 2000 de l’Euro. Une campagne désastreuse, terminée prématurément en phase de groupe avec seulement un point au compteur.
La Suède parvient à sortir de son groupe, souvent brillamment comme en Corée et au Japon lors de la coupe du monde 2002. Mais chute ensuite dans les matchs à élimination directe. Pourtant, les Scandinaves sont dans le « groupe de la mort » avec l’Angleterre, l’Argentine et le Nigeria.

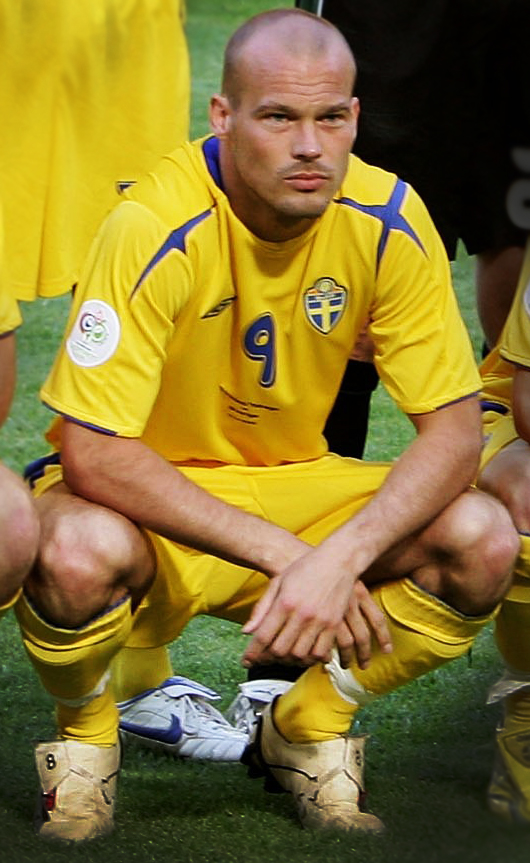
Fredrik Ljungberg lors de la Coupe du monde 2006.

Un incident (très médiatisé) avec son coéquipier Olof Mellberg, à la suite d'un tacle à retardement du défenseur axial, provoque une bagarre lors d’une séance d’entraînement ouverte avant le départ en Asie. Le courant ne passe pas non plus avec la future star suédoise : Zlatan Ibrahimović. Handicapé par sa hanche, Fredrik joue peu et assiste impuissant à l’élimination des siens contre la surprise sénégalaise (1-2 ap) en huitième de finale.
Lors du Championnat d'Europe 2004, la Suède tombe face à un groupe serré avec le Danemark, l'Italie et la Bulgarie. Ljungberg marque lors du premier tour face à la Bulgarie et les suédois finissent en tête du classement. Qualifiés pour le quarts de finale contre les Pays-Bas, les Suédois sont défaits aux tirs au but (0-0, 4-5 tab).
Lors de la coupe du monde 2006, Ljungberg marque le premier but de la compétition pour son équipe. Le Gunner délivre son peuple en marquant à la 89e minute l’unique but contre le Paraguay (1-0).Mais face à l'Allemagne en huitième de finale, la Suède s’incline 2-0 et quitte le mondial. Après cette élimination, Fredrik devient le capitaine de la sélection. À l'issue de la saison, il se voit décerner son deuxième Guldbollen, trophée désignant le meilleur joueur suèdois de l'année, devant Tobias Linderoth et Marcus Allback.
Ljungberg est convoqué pour le Championnat d'Europe des nations 2008. Bien que touché à une jambe et n'ayant joué qu'une partie du dernier match de préparation de son équipe face à l'Ukraine (défaite 1-0), il s'affirme prêt pour le début de l'Euro. Pour le capitaine scandinave, la compétition constitue l'occasion de retrouver les feux des projecteurs, après un an d'anonymat consécutif à son départ d'Arsenal pour West Ham. Malheureusement, la Suède déçoit dans un groupe à sa portée composée de l’Espagne, la Grèce et la Russie. Éliminé dès le premier tour, Ljungberg reçoit les honneurs en étant désigné par plusieurs médias comme le meilleur joueur suédois de la compétition. Le 27 juin 2008, après dix ans en sélection et déçu par la sortie précoce de son équipe, il prend sa retraite internationale.
Fredrik Ljungberg annonce sa retraite internationale après la compétition, dans une lettre à ses fans reprise par l'agence suédoise TT. « J'ai décidé de me concentrer sur mon jeu [en] club (...), cela sera désormais ma priorité », écrit le milieu de terrain de 31 ans. Le joueur explique qu'il lui est devenu trop difficile physiquement de jouer à la fois pour son club londonien et pour l'équipe nationale. Après avoir fait ses débuts dans la sélection suédoise en 1998, Ljungberg participe à trois Championnats d'Europe des nations et deux Coupes du monde avec l'équipe bleue et jaune.

### Reconversion (depuis 2013)

#### Arsenal
De 2013 à 2016, il endosse donc le costume d’ambassadeur du club pour accroître la notoriété internationale des Gunners. À partir de janvier 2016, il devient entraineur dans le centre de formation du club, où il s'occupe notamment des U15.

#### VfL Wolfsburg
Le 27 février 2017, il devient l'entraîneur assistant d'Andries Jonker au club allemand du VfL Wolfsburg. Jonker est limogé avec ses assistants dont Ljungberg le 18 septembre 2017.

#### Retour à Arsenal
A partir du 1er juillet 2018, Ljunberg prend la tête des U23 de Arsenal. Un an plus tard, il remplace Steve Bould au sein du staff de l’équipe première dans le cadre d’une restructuration majeure du personnel. L’ancien joueur du club et adjoint de Wenger depuis 2012 fait le chemin inverse et s’occupe désormais des jeunes de l’Academy.
Le 1er juillet 2019, il devient le nouvel entraîneur-adjoint de l'équipe première et assistera donc Unai Emery. Le 29 novembre 2019, Ljungberg devient coach par intérim du club de Premier League, Arsenal, à la suite du limogeage d'Unai Emery.

## Style de jeu
Fredrik Ljungberg joue aussi bien sur une aile, au milieu de terrain ou en retrait des attaquants et y accumule buts et passes décisives.

## Statistiques
Le tableau ci-dessous illustre les statistiques de Fredrik Ljungberg durant sa carrière professionnelle,,.

| Saison                | Club                  | Championnat           | Championnat | Championnat | Coupe(s) nationale(s) | Coupe(s) nationale(s) | Supercoupe | Supercoupe | Compétition(s) continentale(s) | Compétition(s) continentale(s) | Compétition(s) continentale(s) | Autres | Autres | Suède | Suède | Total | Total |
| Saison                | Club                  | Division              | M.          | B.          | M.                    | B.                    | M.         | B.         | Comp.                          | M.                             | B.                             | M.     | B.     | M.    | B.    | M.    | B.    |
| 1994                  | Halmstads BK          | D1                    | 1           | -           | -                     | -                     | -          | -          | -                              | -                              | -                              | -      | -      | -     | -     | 1     | 0     |
| 1995                  | Halmstads BK          | D1                    | 16          | 1           | -                     | -                     | -          | -          | C2                             | 4                              | -                              | -      | -      | -     | -     | 20    | 1     |
| 1996                  | Halmstads BK          | D1                    | 20          | 2           | -                     | -                     | -          | -          | C3                             | 3                              | -                              | -      | -      | -     | -     | 23    | 2     |
| 1997                  | Halmstads BK          | D1                    | 24          | 5           | -                     | -                     | -          | -          | C4                             | 4                              | 1                              | -      | -      | 3     | 1     | 31    | 7     |
| 1998                  | Halmstads BK          | D1                    | 18          | 2           | -                     | -                     | -          | -          | C1                             | 2                              | -                              | -      | -      | 1     | -     | 21    | 2     |
| Sous-total            | Sous-total            | Sous-total            | 79          | 10          | -                     | -                     | -          | -          | -                              | 13                             | 1                              | -      | -      | 4     | 1     | 96    | 12    |
| 1998-1999             | Arsenal               | PL                    | 16          | 1           | 2                     | -                     | -          | -          | C1                             | 2                              | -                              | -      | -      | 6     | 1     | 26    | 2     |
| 1999-2000             | Arsenal               | PL                    | 26          | 6           | -                     | -                     | 1          | -          | C1+C3                          | 6+8                            | 1+1                            | -      | -      | 7     | -     | 48    | 8     |
| 2000-2001             | Arsenal               | PL                    | 30          | 6           | 1                     | 1                     | -          | -          | C1                             | 13                             | 2                              | -      | -      | 9     | -     | 53    | 9     |
| 2001-2002             | Arsenal               | PL                    | 25          | 12          | 5                     | 2                     | -          | -          | C1                             | 9                              | 3                              | -      | -      | 8     | -     | 47    | 17    |
| 2002-2003             | Arsenal               | PL                    | 20          | 6           | 4                     | 1                     | -          | -          | C1                             | 8                              | 2                              | -      | -      | 4     | 1     | 36    | 10    |
| 2003-2004             | Arsenal               | PL                    | 30          | 4           | 4                     | 4                     | 1          | -          | C1                             | 9                              | 2                              | -      | -      | 6     | 1     | 50    | 11    |
| 2004-2005             | Arsenal               | PL                    | 26          | 10          | 6                     | 2                     | -          | -          | C1                             | 6                              | 2                              | -      | -      | 8     | 7     | 46    | 21    |
| 2005-2006             | Arsenal               | PL                    | 25          | 1           | 2                     | -                     | 1          | -          | C1                             | 9                              | 1                              | -      | -      | 9     | 2     | 46    | 4     |
| 2006-2007             | Arsenal               | PL                    | 18          | -           | 3                     | 1                     | -          | -          | C1                             | 5                              | 1                              | -      | -      | 6     | -     | 32    | 2     |
| Sous-total            | Sous-total            | Sous-total            | 216         | 46          | 27                    | 11                    | 3          | 0          | -                              | 75                             | 15                             | 0      | 0      | 63    | 12    | 384   | 84    |
| 2007-2008             | West Ham              | PL                    | 25          | 2           | 3                     | -                     | -          | -          | -                              | -                              | -                              | -      | -      | 8     | 1     | 36    | 3     |
| 2009                  | Seattle Sounders FC   | MLS                   | 22          | 2           | 1                     | -                     | -          | -          | -                              | -                              | -                              | 2      | -      | -     | -     | 25    | 2     |
| 2010                  | Seattle Sounders FC   | MLS                   | 15          | -           | -                     | -                     | -          | -          | -                              | -                              | -                              | -      | -      | -     | -     | 15    | 0     |
| Sous-total            | Sous-total            | Sous-total            | 37          | 2           | 1                     | 0                     | 0          | 0          | -                              | 0                              | 0                              | 2      | 0      | 0     | 0     | 40    | 2     |
| 2010                  | Chicago Fire          | MLS                   | 15          | 2           | -                     | -                     | -          | -          | -                              | -                              | -                              | -      | -      | -     | -     | 15    | 2     |
| 2010-2011             | Celtic Football Club  | SPL                   | 7           | -           | 1                     | -                     | -          | -          | -                              | -                              | -                              | -      | -      | -     | -     | 8     | 0     |
| 2011                  | Shimizu S-Pulse       | D1                    | 8           | -           | 3                     | -                     | -          | -          | -                              | -                              | -                              | -      | -      | -     | -     | 11    | 0     |
| 2014                  | Mumbai City FC        | ISL                   | 4           | -           | -                     | -                     | -          | -          | -                              | -                              | -                              | -      | -      | -     | -     | 4     | 0     |
| Total sur la carrière | Total sur la carrière | Total sur la carrière | 391         | 62          | 35                    | 11                    | 2          | 0          | -                              | 88                             | 16                             | 2      | 0      | 75    | 14    | 593   | 103   |

## Palmarès

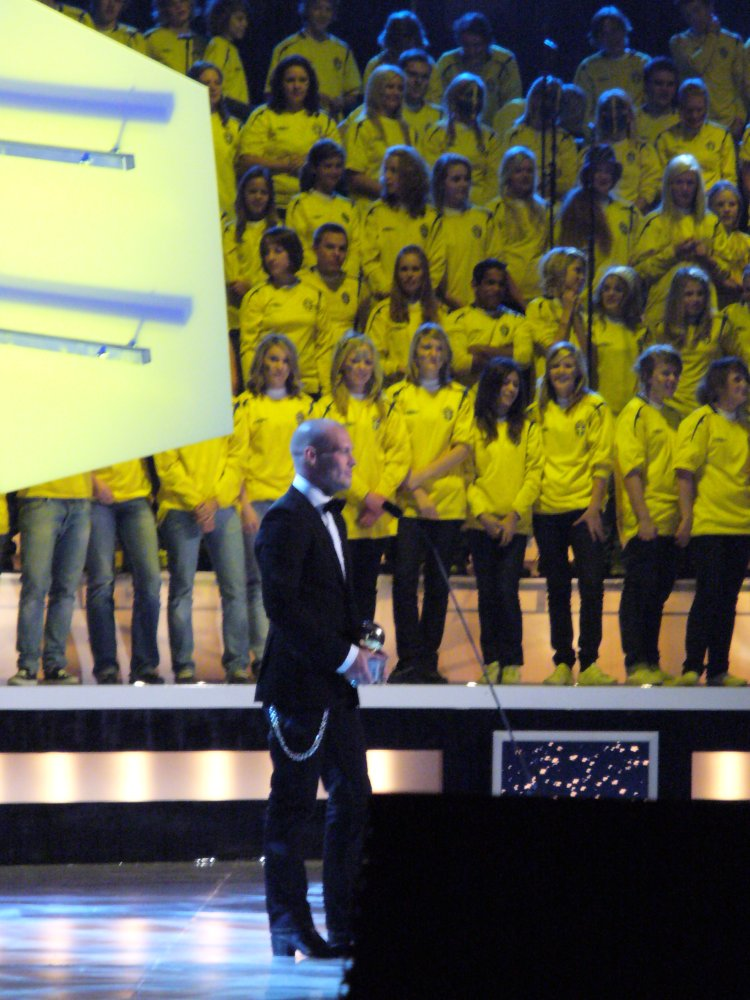
Fredrik Ljungberg recevant le titre de Joueur suédois de l'année 2006.

### En club
Halmstads BK
- Champion de Suède : 1997
- Vainqueur de la Coupe de Suède : 1995

 Arsenal
- Champion d'Angleterre : 2002 et 2004
- Vainqueur de la Coupe d'Angleterre : 2002, 2003 et 2005
- Vainqueur du Community Shield : 1999
- Finaliste du Community Shield : 2003 et 2005
- Finaliste de la Coupe d'Angleterre : 2001
- Finaliste de la Ligue des champions : 2006

 Seattle Sounders FC
- Vainqueur de la Coupe des États-Unis : 2009

### Distinctions individuelles
- Guldbollen en 2002 et 2006
- Joueur du mois du championnat d'Angleterre en Avril 2002
- Membre de l'équipe-type de la Major League Soccer en 2009[32]

## Vie privée

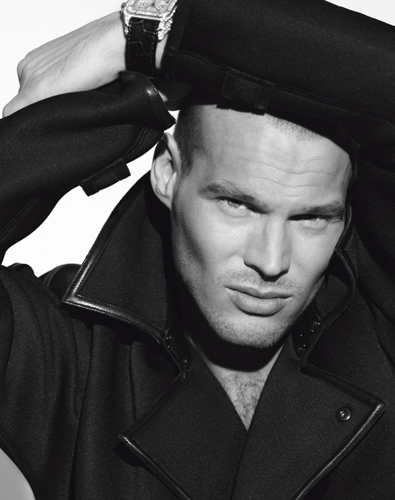
Photo de mode de Ljungberg.

Arrivé à Londres en 1998 à 21 ans, Ljungberg s'installe à Hampstead, quartier à l'ambiance plus bohème fortunée que footballeur nouveau riche. Lors de son passage à Arsenal, Fredrik Ljungberg est visible à bon nombre d'endroits : au vernissage des expositions d'art moderne et de design, au théâtre juste avant un crochet par une boîte de nuit « branchée », au pied des podiums de haute couture quand il ne défile pas dessus, et même quasiment nu sur les bus à étages, dans d'immenses publicités pour des sous-vêtements. Habitué du classement des hommes les mieux habillés du monde établi par le prestigieux magazine Esquire, il devient une icône des homosexuels britanniques, peuple les pages « people » où il ravit le Londres branché en expliquant qu'il « perd ses sensations dans les pieds après l'amour » ou en promettant qu'il n'est « pas homosexuel, mais que s'(il) l'était, cela ne lui poserait pas de problème de le dire ».
En 2007, alors qu'il change de club londonien et rejoint West Ham, Ljungberg rencontre Natalie Foster, fille de Daryl Foster qui a fait fortune grâce à sa compagnie de taxis londoniens. Le couple se dit oui le 7 juin 2014 au museum d'histoire naturelle de Londres.